# Impacto ambiental da energia nuclear

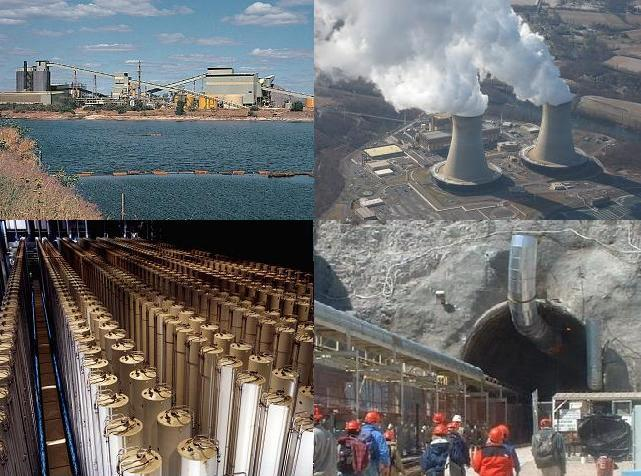
Atividades da energia nuclear envolvendo o meio ambiente; mineração, enriquecimento, geração e ordenação geológica

A energia nuclear traz consigo diversos impactos ambientais, incluindo aqueles relacionados ao ciclo do combustível nuclear, à operação de usinas nucleares e aos efeitos de acidentes nucleares. As  emissões de gases de efeito estufa da energia nuclear são muito menores que as do carvão, petróleo e gás, e os riscos rotineiros à saúde são muito menores do que os associados ao carvão. No entanto, existe um potencial de "risco catastrófico" se a contenção falhar, que em reatores nucleares pode ser provocada pelo derretimento de combustíveis superaquecidos e liberação de grandes quantidades de produtos de fissão no meio ambiente. Esse risco potencial deve ser cuidadosamente ponderado em relação aos benefícios da energia nuclear. Os resíduos radioativos de vida mais longa, incluindo combustível nuclear usado, devem ser contidos e isolados por um longo período de tempo. No entanto, em algumas formas de geração de energia nuclear, o combustível nuclear usado pode ser reutilizado, gerando ainda mais energia e reduzindo a quantidade de resíduos a ser contidos. Há considerável oposição pública à energia nuclear.
Uma grande usina nuclear pode rejeitar o calor residual para um corpo de água natural; isso pode resultar em aumento indesejável da temperatura da água com efeito adverso na vida aquática. Alternativas incluem as torres de resfriamento. Como a maioria das usinas nucleares comerciais são incapazes de reabastecimento contínuo [en] e precisam de desligamentos periódicos para trocar elementos de combustível usado por combustível novo, muitos operadores agendam esse inevitável tempo de inatividade para o pico do verão, quando os rios tendem a baixar e quando o problema do calor residual poder prejudicar o ambiente fluvial se torna mais agudo. Isso é especialmente pronunciado na França, que produz cerca de 70% da eletricidade com usinas nucleares e onde o aquecimento elétrico doméstico é muito difundido. No entanto, em regiões com alto uso de energia por HVAC, a temporada de verão, em vez de impor demandas de energia mais baixas, pode ser a temporada de pico da demanda de eletricidade, complicando as paralisações programadas de verão

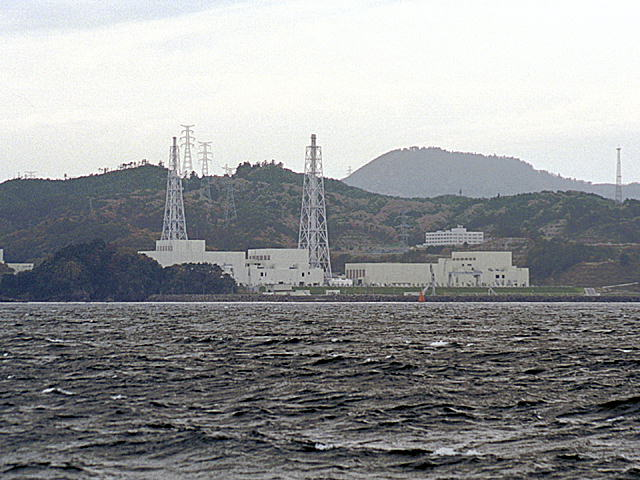
A Usina Nuclear de Onagawa - uma estação que refrigera pelo uso direto da água do oceano, sem requerir uma torre de resfriamento

Emissões de radioatividade de usinas nucleares são controladas por regulações. A operação anormal pode resultar na liberação de material radioativo em escalas que variam de leve a grave, embora esses cenários sejam muito raros. Em operação normal, as usinas nucleares liberam menos material radioativo do que as usinas a carvão, cujas cinzas volantes contêm quantidades significativas de tório, urânio e seus nuclídeos filhos.
A mineração de minério de urânio pode perturbar o ambiente ao redor da mina. Embora com a moderna tecnologia de lixiviação in situ [en], esse impacto possa ser reduzido em comparação com a mineração "clássica" subterrânea ou a céu aberto. O descarte de combustível nuclear usado [en] é controverso, com muitos esquemas de armazenamento de longo prazo propostos sob intensa revisão e crítica. O reprocessamento nuclear e os reatores reprodutores [en], que podem diminuir a necessidade de armazenamento de combustível irradiado em depósitos geológicos profundos [en], enfrentaram obstáculos econômicos e políticos, mas estão em uso na Rússia, Índia, China, Japão e França, que estão entre os países com os maiores produção de energia nuclear fora dos Estados Unidos. No entanto, os EUA não empreenderam esforços significativos para o reprocessamento ou reatores criadores desde a década de 1970; em vez disso, contam com o ciclo de combustível de uma vez. O desvio de combustível usado novo ou de baixo consumo para a produção de armas apresenta um risco de proliferação nuclear; no entanto, todos os países com armas nucleares obtiveram o material para sua primeira arma nuclear de reatores de pesquisa [en] (sem energia) ou "reatores de produção" dedicados e/ou por enriquecimento de urânio. Finalmente, algumas partes da própria estrutura do reator se tornam elas mesmas radioativas por meio da ativação de nêutrons e serão exigidas décadas de armazenamento antes que possam ser economicamente desmontadas e, por sua vez, descartadas como lixo. Medidas como a redução do teor de cobalto no aço para diminuir a quantidade de Cobalto-60 produzida pela captura de nêutrons podem reduzir a quantidade de material radioativo produzido e a radiotoxicidade que se origina desse material. No entanto, parte da questão não é radiológica, mas regulatória, pois a maioria dos países assume que qualquer objeto que se origina da área "quente" (radioativa) de uma usina nuclear ou de uma instalação no ciclo do combustível nuclear é ipso facto radioativo, mesmo que não exista contaminação ou radioatividade induzida por irradiação de nêutrons detectável.

## Fluxos de resíduos
A energia nuclear tem pelo menos três fluxos de rejeitos que podem impactar o meio ambiente:
1. Combustível nuclear usado no local do reator (incluindo produtos de fissão e resíduos de plutônio);
2. Rejeitos e rochas estéreis em usinas de mineração de urânio;
3. Liberações de quantidades mal definidas de materiais radioativos durante acidentes.

## Resíduos radioativos

### Resíduos de alto nível

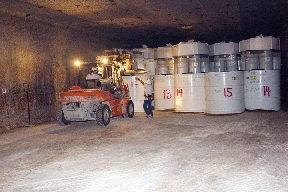
Técnicos armazenando resíduos transurânicos na Usina Piloto de Isolamento de Resíduos, próxima a Carlsbad, Novo México. Vários contratempos na planta em 2014 trouxeram foco ao problema do quê fazer com o estoque de combustível usado de reatores nucleares comerciais, atualmente estocado em sítios de reatores individuais. Em 2010, o USDOE desativou os planos para desenvolver o repositório de lixo nuclear Yucca Mountain em Nevada.

O combustível nuclear usado da fissão nuclear de urânio-235 e plutônio-239 contém uma ampla variedade de isótopos de radionuclídeos cancerígenos, como estrôncio-90, iodo-131 e césio-137. Esses resíduos incluem alguns dos elementos transurânicos de vida mais longa, como o amerício-241 e isótopos de plutônio. Os resíduos radioativos de vida mais longa, incluindo combustível nuclear usado, geralmente devem ser contidos e isolados do ambiente por um longo período de tempo. O armazenamento de combustível nuclear usado é um problema principalmente nos Estados Unidos, após uma proibição de 1977 do então presidente Jimmy Carter sobre a reciclagem de combustível nuclear. França, Inglaterra e Japão são alguns dos países que rejeitaram a solução de repositório. O combustível nuclear irradiado produzido por alguns tipos de reatores é um ativo valioso, não apenas um resíduo.
O descarte desses resíduos em depósitos subterrâneos especialmente projetados é a solução de armazenamento de longo prazo preferida e mais usual. O Painel Internacional de Materiais Físseis disse:

É amplamente aceito que o combustível nuclear irradiado e o reprocessamento de alto nível, bem como os resíduos de plutônio requerem um armazenamento bem projetado para longos períodos de tempo, a fim de minimizar as liberações da radioatividade contida no meio ambiente. Também são necessárias salvaguardas para garantir que nem o plutônio nem o urânio altamente enriquecido sejam desviados para uso em armas. Existe um consenso geral de que colocar combustível nuclear irradiado em depósitos centenas de metros abaixo da superfície seria mais seguro do que armazená-lo indefinidamente na superfície.

Ao projetar instalações de armazenamento de longo prazo, há várias considerações cruciais, incluindo o tipo específico de rejeitos radioativos, os contêineres que encerram os rejeitos, outras barreiras ou vedações projetadas ao redor dos contêineres, os túneis que abrigam os contêineres e a composição geológica dos arredores e sua área.
A capacidade das barreiras geológicas naturais de isolar resíduos radioativos é demonstrada pelos reatores naturais de fissão nuclear em Oklo, na África. Durante seu longo período de reação, cerca de 5,4 toneladas métricas de produtos de fissão, 1,5 toneladas métricas de plutônio e outros elementos transurânicos foram gerados no corpo de minério de urânio. Esses elementos permanecem imóveis e estáveis até hoje, um período de quase 2 bilhões de anos.
Apesar do acordo de longa data entre muitos especialistas de que o descarte geológico pode ser seguro, tecnologicamente viável e ambientalmente correto, uma grande parte do público em geral de muitos países permanece cética. Um dos desafios enfrentados pelos apoiadores desses esforços é demonstrar com confiança que um repositório conterá resíduos por tanto tempo que futuras violações de contenção não representarão riscos significativos à saúde ou ao meio ambiente.
O reprocessamento nuclear não elimina a necessidade de um repositório, mas reduz o volume necessário, a necessidade de dissipação de calor a longo prazo e o risco de radiação a longo prazo. O reprocessamento não elimina os desafios políticos e sociais da localização do repositório.
Países que fizeram mais progresso em direção a um repositório de resíduos radioativos de alto nível tipicamente iniciaram com consultas públicas e tornaram a localização voluntária uma condição necessária. Acredita-se que essa abordagem de busca de consenso tenha uma chance maior de sucesso do que os modos de tomada de decisão de cima para baixo, mas o processo é necessariamente lento e há "experiência inadequada em todo o mundo para saber se terá sucesso em todas as nações nucleares existentes e aspirantes." Além disso, muitas comunidades não querem hospedar um depósito de lixo nuclear, pois estão "preocupadas com a possibilidade de sua comunidade se tornar um local de fato para lixo por milhares de anos, [impactado pel'] as consequências ambientais e de saúde de um acidente e [tendo como efeito] valores de propriedade mais baixos."
Em um Memorando Presidencial de 2010, o presidente dos EUA Obama estabeleceu a Comissão Blue Ribbon sobre o futuro nuclear da América. A Comissão, composta por quinze membros, conduziu um extenso estudo de dois anos sobre o descarte de lixo nuclear. Durante sua pesquisa, a Comissão visitou Finlândia, França, Japão, Rússia, Suécia e Reino Unido e, em 2012, foi submetido seu relatório final. Não foram emitidas recomendações para um local específico, mas apresentada uma recomendação abrangente para estratégias de descarte. Uma das principais recomendações foi que "os Estados Unidos deveriam empreender um programa integrado de gerenciamento de resíduos nucleares que leve ao desenvolvimento oportuno de uma ou mais instalações geológicas profundas permanentes para o descarte seguro de combustível irradiado e resíduos nucleares de alto nível".
Reatores de água pesada pressurizada como o canadense CANDU ou o indiano IPHWR [en] não precisam de combustível enriquecido e podem operar usando urânio natural. Isso permite um melhor uso da energia contida no minério de urânio inicial (enquanto um maior enriquecimento permite maior burnup, a quantidade de urânio natural necessária para produzir esse combustível aumenta mais rapidamente que o burnup alcançável) e reduz a energia necessária na fabricação de combustível, já que a conversão do bolo amarelo em hexafluoreto de urânio e de volta em um combustível de óxido, bem como o processo de enriquecimento intensivo em energia, podem ser ignorados.

### Outros resíduos
Quantidades moderadas de resíduos de baixo nível são gerenciadas por meio de um sistema de controle químico e de volume (SCQV). Isso inclui resíduos gasosos, líquidos e sólidos produzidos por meio do processo de purificação da água por evaporação. Os resíduos líquidos são reprocessados continuamente e os resíduos gasosos são filtrados, comprimidos, armazenados para permitir a decomposição, diluídos e depois descarregados. A taxa em que isso é permitido é regulamentada e estudos devem comprovar que esse lançamento não oferece riscos à saúde pública (ver emissões de efluentes radioativos).
Os resíduos sólidos podem ser descartados simplesmente colocando-os onde não sejam mexidos por alguns anos. Existem três locais de descarte de lixo de baixo nível nos Estados Unidos, na Carolina do Sul, Utah e em Washington. Os resíduos sólidos do SCQV são combinados com os resíduos sólidos provenientes do manuseio de materiais antes de serem enterrados fora do local.

## Emissão das usinas de energia

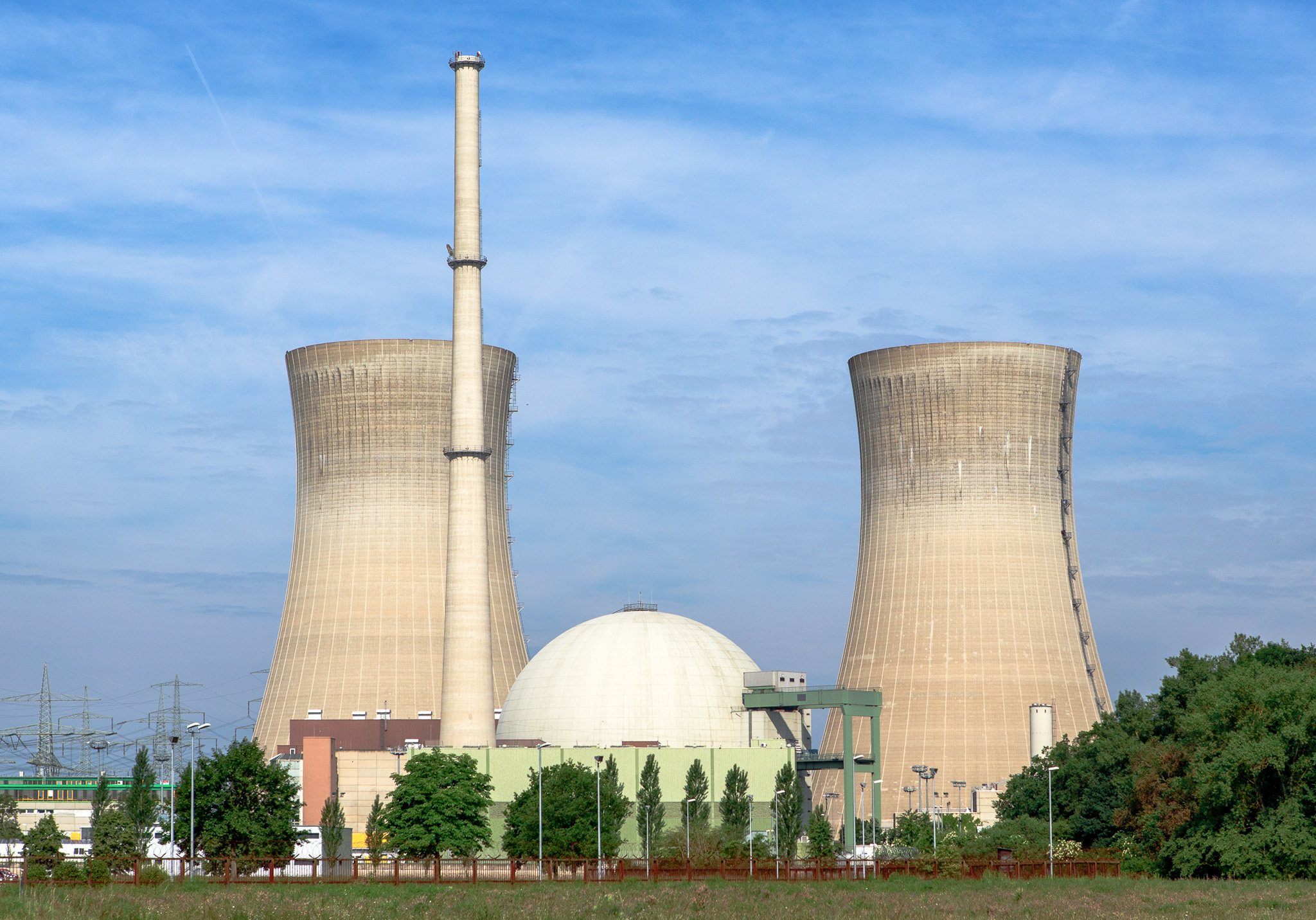
Usina Nuclear de Grafenrheinfeld. A estrutura mais alta é a chaminé que libera gases efluentes.

### Gases radioativos e efluentes
A maioria das usinas nucleares comerciais libera efluentes radiológicos gasosos e líquidos no meio ambiente como um subproduto do Sistema de Controle de Volume Químico. Esses efluentes são monitorados nos EUA pela EPA e pelo NRC. Civis que vivem à 50 milhas (80 km) de uma usina nuclear normalmente recebem cerca de 0,1 μSv por ano. Para comparação, a pessoa média que vive no nível do mar ou acima dele recebe pelo menos 260 μSv de radiação cósmica por ano.

Todos os reatores nos Estados Unidos são obrigados por lei a ter um edifício de contenção. As paredes dos edifícios de contenção têm vários metros de espessura e são feitas de concreto projetado para impedir a liberação de qualquer radiação emitida pelo reator no meio ambiente. Para comparação:
O resíduo produzido pelas usinas de carvão é, na verdade, mais radioativo do que o gerado por suas contrapartes nucleares. Na verdade, as cinzas volantes emitidas por uma usina de energia [carvão] – um subproduto da queima de carvão para eletricidade – transporta para o ambiente circundante 100 vezes mais radiação do que uma usina de energia nuclear produzindo a mesma quantidade de energia. [...] As doses estimadas de radiação ingeridas por pessoas que vivem perto das usinas de carvão foram iguais ou superiores às doses para pessoas que vivem ao redor das instalações nucleares. Em um extremo, os cientistas estimaram a radiação de cinzas volantes nos ossos dos indivíduos em cerca de 18 milirems (milésimos de rem, uma unidade para medir doses de radiação ionizante) por ano. As doses para as duas usinas nucleares, por outro lado, variaram entre três e seis milirems no mesmo período. E quando todos os alimentos eram cultivados na área, as doses de radiação eram 50 a 200 por cento mais altas em torno das usinas de carvão.
A quantidade total de radioatividade liberada por meio do SCVQ depende da usina, dos requisitos regulatórios e do desempenho da usina. Modelos de dispersão atmosférica combinados com modelos de percurso são empregados para aproximar com precisão a exposição de um membro do público aos efluentes emitidos. O monitoramento de efluentes [en] é realizado continuamente em cada estação.

#### Trítio
Um vazamento de água radioativa em Vermont Yankee em 2010, junto a incidentes similares em mais de 20 outras usinas nucleares dos EUA nos últimos anos, levantou dúvidas sobre a confiabilidade, durabilidade e manutenção de antigas instalações nucleares nos Estados Unidos.
O trítio é um isótopo radioativo de hidrogênio que emite uma partícula beta de baixa energia e geralmente é medido em becquerels (isto é, átomos decaindo por segundo) por litro (Bq/L). O trítio pode estar contido na água liberada de uma usina nuclear. A principal preocupação com a liberação de trítio é sua presença na água potável, além da ampliação biológica que leva o trítio a plantações e animais consumidos como alimento.
Limites legais de concentração de trítio têm diferido grandemente de um lugar a outro. Por exemplo, em junho de 2009, o Conselho Consultivo de Água Potável de Ontário recomendou a redução do limite de 7.000 Bq/L para 20 Bq/L.

#### Mineração de urânio

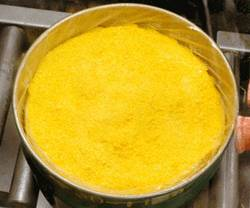
Um balde de bolo amarelo

A mineração de urânio é o processo de extração de minério de urânio do solo. A produção mundial de urânio em 2009 totalizou 50.572 toneladas métricas. Cazaquistão, Canadá e Austrália são os três principais produtores e juntos respondem por 63% da produção mundial de urânio. Um uso proeminente de urânio é como combustível para usinas nucleares. A mineração e moagem de urânio representam perigos significativos para o meio ambiente.

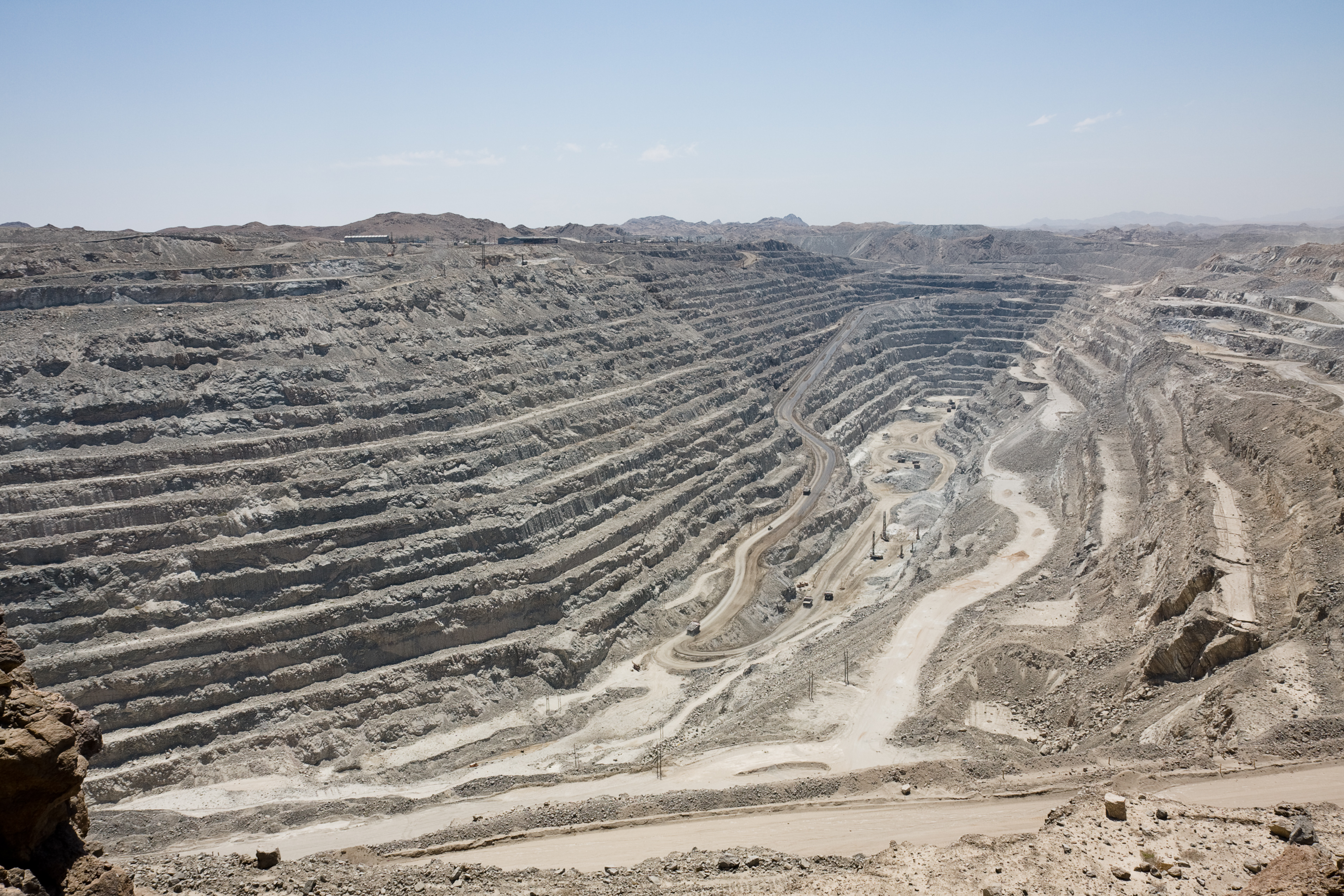
Mina de urânio a céu aberto de Rössing, Namíbia

Em 2010, 41% da produção mundial de urânio foi produzida por lixiviação in situ [en], que usa soluções para dissolver o urânio enquanto deixa a rocha no lugar. O restante foi produzido por mineração convencional, na qual o minério de urânio extraído é moído até um tamanho de partícula uniforme e, em seguida, o urânio é extraído por lixiviação química. O produto é um pó de urânio não enriquecido, "yellowcake", que é vendido no mercado de urânio como U3O8. A mineração de urânio pode utilizar grandes quantidades de água - por exemplo, a mina Roxby Downs Olympic Dam no sul da Austrália usa 35.000 m³ de água por dia e planeja aumentar para 150.000 m³ por dia.
O  vazamento na mina de urânio de Church Rock ocorreu no Novo México em 16 de julho de 1979, quando a lagoa de disposição de rejeitos rompeu sua barragem. Mais de 1.000 toneladas de resíduos sólidos de usinas radioativas e 93 milhões de galões de solução ácida de rejeitos radioativos fluíram para o rio Puerco, e os contaminantes viajaram 80 milhas (130 km) rio abaixo até o Condado de Navajo, para o Arizona e para a Nação Navajo. O acidente liberou mais radiação do que o acidente de Three Mile Island que ocorreu quatro meses antes e foi a maior liberação de material radioativo na história dos Estados Unidos, embora o material radioativo tenha sido diluído pelos 93 milhões de galões de água e ácido sulfúrico. As águas subterrâneas perto do derramamento foram contaminadas e o Puerco inutilizado pelos moradores locais, que não estiveram imediatamente cientes do perigo tóxico.
Apesar dos esforços feitos para limpar os campos de urânio da corrida armamentista nuclear da Guerra Fria, problemas significativos decorrentes do legado do desenvolvimento de urânio ainda existem hoje na Nação Navajo e nos estados de Utah, Colorado, Novo México e Arizona. Centenas de minas abandonadas, usadas principalmente para a corrida armamentista dos EUA e não para a produção de energia nuclear, não foram limpas e apresentam riscos ambientais e de saúde em muitas comunidades. A Agência de Proteção Ambiental estima que existam 4.000 minas com produção documentada de urânio e outros 15.000 locais com ocorrências de urânio em 14 estados do oeste, a maioria encontrada nas áreas de Four Corners e Wyoming. A Lei de Controle de Radiação de Rejeitos de Uranium Mill é uma lei ambiental dos Estados Unidos que alterou a Lei de Energia Atômica de 1954 e deu à Agência de Proteção Ambiental autoridade para estabelecer padrões de saúde e ambientais para a estabilização, restauração e descarte de resíduos de usinas de urânio.

### Câncer
Numerosos estudos foram feitos sobre a possível relação entre energia nuclear e câncer. Esses estudos procuraram pelo aumento de incidência de câncer em trabalhadores da usina e populações vizinhas devido a liberações durante as operações normais de usinas nucleares e outras partes da indústria de energia nuclear, bem como aumento da incidência de câncer em trabalhadores e no público devido a liberações acidentais. Há um consenso de que o aumento de câncer nos trabalhadores da fábrica e no público ao redor foi causado por liberações acidentais, como o acidente de Chernobyl. Há também consenso de que alguns trabalhadores em outras partes do ciclo do combustível nuclear (principalmente na mineração do urânio) tiveram taxas elevadas de câncer, pelo menos nas últimas décadas. O aumento de mortalidade está associado a todas as atividades de mineração e não é exclusivo da mineração de urânio. Contudo, muitos estudos sobre possíveis cânceres causados por usinas nucleares em operação normal chegaram a conclusões opostas, e a questão é matéria de controvérsia científica e estudos inéditos em andamento.
Vários estudos epidemiológicos têm encontrado que há um risco aumentado de várias doenças, especialmente câncer, entre as pessoas que vivem perto de instalações nucleares. Uma metanálise de 2007 amplamente citada por Baker et al. de 17 artigos de pesquisa foi publicada no European Journal of Cancer Care. Ela ofereceu evidências de taxas elevadas de leucemia entre crianças que vivem perto de 136 instalações nucleares no Reino Unido, Canadá, França, Estados Unidos, Alemanha, Japão e Espanha. No entanto, este estudo foi criticado por vários motivos, como a combinação de dados heterogêneos (diferentes faixas etárias, locais que não eram usinas nucleares, diferentes definições de área), seleção arbitrária de 17 de 37 estudos individuais e exclusão de locais com zero casos ou óbitos observados.
Taxas elevadas de leucemia entre crianças também foram encontradas em um estudo alemão de 2008 de Kaatsch et al. que examinou residentes que vivem perto de 16 grandes usinas nucleares na Alemanha. Este estudo também foi criticado por razões semelhantes às descritas acima. Esses resultados de 2007 e 2008 não são consistentes com muitos outros estudos que tendem a não mostrar tais associações. O Comitê Britânico de Aspectos Médicos da Radiação no Meio Ambiente publicou um estudo em 2011 de crianças menores de cinco anos que viviam perto de 13 usinas nucleares no Reino Unido durante o período de 1969-2004. O comitê descobriu que as crianças que vivem perto de usinas elétricas na Grã-Bretanha não têm maior probabilidade de desenvolver leucemia do que aquelas que vivem em outros lugares. Da mesma forma, um estudo de 1991 para o National Cancer Institute não encontrou nenhum aumento significativo no mortalidade por câncer em 107 condados dos EUA próximos a usinas nucleares. No entanto, em vista da controvérsia em andamento, a Comissão Reguladora Nuclear dos EUA solicitou à Academia Nacional de Ciências que supervisionasse um estudo de estado da arte sobre o risco de câncer em populações próximas a instalações licenciadas pelo NRC.
Uma subcultura frequentemente não documentada de trabalhadores nucleares frequentemente faz o trabalho sujo, difícil e potencialmente perigoso, muitas vezes evitado por funcionários regulares. A Associação Nuclear Mundial afirma que a força de trabalho transitória de "ciganos nucleares" - trabalhadores ocasionais empregados por subcontratantes - faz "parte da cena nuclear há pelo menos quatro décadas". Um estudo de coorte colaborativo de 15 países sobre os riscos de câncer devido à exposição à radiação ionizante de baixa dose, envolvendo 407.391 trabalhadores da indústria nuclear, mostrou um aumento significativo na mortalidade por câncer. O estudo avaliou 31 tipos de cânceres, primários e secundários.
Acidentes em reatores de energia nuclear podem resultar na liberação de uma variedade de radioisótopos no meio ambiente. O impacto na saúde de cada radioisótopo depende de uma variedade de fatores. O iodo-131 é potencialmente uma importante fonte de morbidade em descargas acidentais por sua prevalência e por se depositar no solo. Quando o iodo-131 é liberado, ele pode ser inalado ou consumido após entrar na cadeia alimentar, principalmente por meio de frutas, vegetais, leite e água subterrânea contaminados. O iodo-131 no corpo se acumula rapidamente na glândula tireóide, tornando-se uma fonte de radiação beta.
O desastre nuclear de Fukushima Daiichi em 2011, o mais sério acidente nuclear desde 1986, resultou no deslocamento de 50.000 famílias. As verificações de radiação levaram à proibição de algumas remessas de vegetais e peixes. No entanto, de acordo com relatórios da ONU, os vazamentos de radiação foram pequenos e não causaram problemas de saúde aos residentes. A evacuação de residentes foi criticada por não ser cientificamente justificada.
A produção de energia nuclear depende do ciclo do combustível nuclear, o qual inclui a mineração e moagem de urânio. Trabalhadores do urânio são rotineiramente expostos a baixos níveis de produtos de decaimento de radônio e radiação gama. Os riscos de leucemia a partir de doses agudas e altas de radiação gama são bem conhecidos, mas há debate sobre os riscos de doses mais baixas. Apenas alguns estudos examinaram os riscos de outros cânceres hematológicos em trabalhadores do urânio.

### Comparação com a geração de energia baseada na queima de carvão
Em termos de liberação líquida de radioatividade, o Conselho Nacional de Proteção e Medições de Radiação (NCRP, em inglês) estimou que a radioatividade média por tonelada curta de carvão é de 17.100 milicuries por 4.000.000 de toneladas. Com 154 usinas a carvão nos Estados Unidos, isso equivale a emissões de 0,6319 TBq por ano, por usina.
É algumas vezes citado que as usinas de carvão liberam 100 vezes a radioatividade das usinas nucleares. Essa afirmação tem origem nos Relatórios NCRP nº 92 e nº 95, que estimam a dose para a população de usinas nucleares e de carvão de 1000 MWe em 4,9 humano-Sv/ano e 0,048 humano-Sv/ano, respectivamente (uma radiografia de tórax típica resulta em uma dose de cerca de 0.06 mSv, em comparação). A Agência de Proteção Ambiental estima uma dose adicional de 0,3 µSv por ano na vida dentro de um raio de 80 quilômetros (50 milhas) de uma usina de carvão e 0,009 mili-rem por ano para aqueles que vivem dentro da mesma distância de uma usina nuclear. As usinas nucleares em operação normal emitem menos radioatividade do que as usinas a carvão.
Diferentemente da geração de energia a carvão ou a óleo, a geração de energia nuclear não produz diretamente nenhum dióxido de enxofre, óxidos de nitrogênio ou mercúrio (a poluição causada por combustíveis fósseis é responsável por 24.000 mortes prematuras por ano apenas nos EUA). No entanto, assim como acontece com todas as fontes de energia, há alguma poluição associada a atividades de suporte, como mineração, manufatura e transporte.
Um importante estudo, parte de pesquisa financiada pela União Européia, conhecido como ExternE, ou Externalidades da Energia, realizado de 1995 a 2005, descobriu que os custos ambientais e de saúde da energia nuclear, por unidade de energia fornecida, eram de € 0,0019/kWh. Este valor é inferior ao de muitas fontes renováveis, incluindo o impacto ambiental causado pela utilização de biomassa e pelo fabrico de painéis solares fotovoltaicos, e foi mais de trinta vezes inferior ao impacto do carvão, de €0,06/kWh, ou 6 cêntimos/kWh. No entanto, o impacto da energia eólica foi de € 0,0009/kWh, pouco menos da metade do preço da energia nuclear.
Usinas nucleares não queimam combustíveis fósseis e, portanto, não emitem dióxido de carbono diretamente; devido ao alto rendimento energético dos combustíveis nucleares, o dióxido de carbono emitido durante a mineração, enriquecimento, fabricação e transporte de combustível é pequeno quando comparado com o dióxido de carbono emitido por combustíveis fósseis de rendimento energético semelhante. No entanto, essas plantas ainda produzem outros resíduos prejudiciais ao meio ambiente.

### Contraste entre as emissões em acidentes nucleares e emissões industriais
Proponentes da energia nuclear argumentam que os problemas do lixo nuclear "não chegam nem perto" da abordagem necessária aos problemas do desperdício de combustível fóssil. Um artigo de 2004 da BBC afirma que: "A Organização Mundial da Saúde (OMS) diz que 3 milhões de pessoas morrem anualmente em todo o mundo devido à poluição do ar externa causada por veículos e emissões industriais, e 1,6 milhão em ambientes fechados devido ao uso de combustível sólido." Apenas nos EUA, o desperdício de combustível fóssil mata 20.000 pessoas a cada ano. Uma usina de carvão libera 100 vezes mais radiação do que uma usina nuclear de mesma potência. Estima-se que, durante 1982, a queima de carvão nos Estados Unidos liberou 155 vezes mais radioatividade na atmosfera que o acidente de Three Mile Island. A Associação Nuclear Mundial fornece uma comparação de mortes devido a acidentes entre diferentes formas de produção de energia. Em sua comparação do ciclo de vida, as mortes por TW-ano de eletricidade produzida de 1970 a 1992 são citadas como 885 para energia hidrelétrica, 342 para carvão, 85 para gás natural e 8 para nuclear. Os números incluem a etapa de mineração do urânio, que pode ser uma indústria perigosa, com muitos acidentes e mortes.

### Resíduos de calor

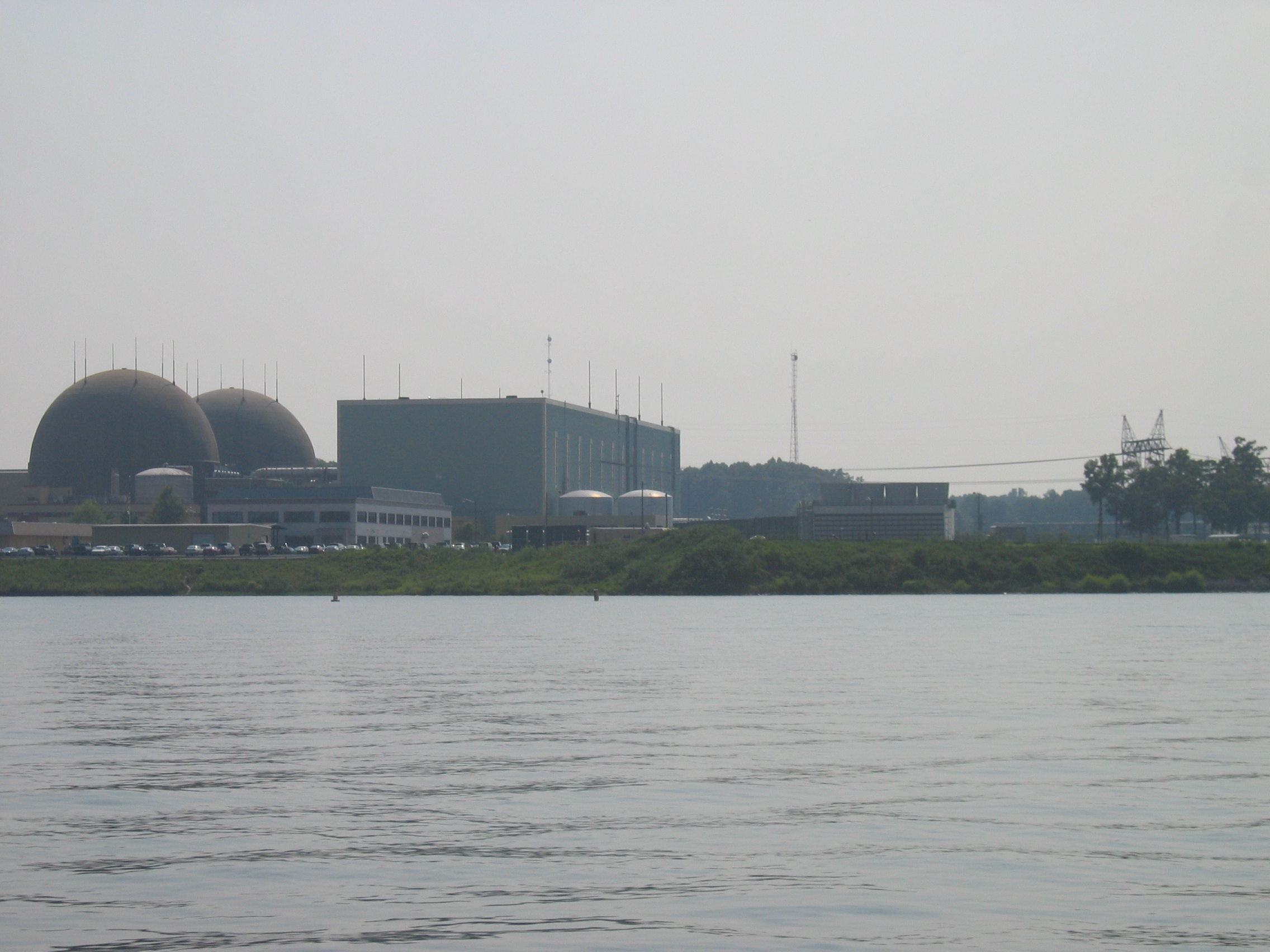
A usina de North Anna utiliza troca direta para refrigeração, por meio de um lago artificial

Assim como todas as plantas termelétricas, as usinas nucleares precisam de sistemas de refrigeração. Os sistemas mais comuns para usinas termelétricas, inclusive nucleares, são:
- Resfriamento de única vez, no qual a água é retirada de um corpo grande, passa pelo sistema de resfriamento e depois flui de volta para o corpo d'água.
- Lagoa de resfriamento, na qual a água é retirada de uma lagoa dedicada a esse fim, passa pelo sistema de resfriamento e retorna à lagoa. Exemplos incluem a Estação de Geração Nuclear do Sul do Texas e a Estação de Geração Nuclear de North Anna. Essa última utiliza uma lagoa de resfriamento ou lago artificial, que no canal de descarga da planta costuma ser cerca de -1ºC mais quente que nas outras partes do lago ou em lagos normais (isso é citado como uma atração da área por alguns residentes).[82] Os efeitos ambientais dos lagos artificiais são muitas vezes ponderados em argumentos contra a construção de novas usinas e, durante as secas, esses lagos chamam a atenção da mídia.[83] A Estação de Geração Nuclear de Turkey Point é creditada por ajudar o estado de conservação do crocodilo americano, em grande parte um efeito do calor residual produzido.[84]
- Torres de resfriamento, nas quais a água recircula pelo sistema de resfriamento até evaporar da torre. Exemplos incluem a Usina Nuclear de Shearon Harris.

Um estudo de 2011 do Laboratório Nacional de Energia Renovável determinou que uma usina nuclear média com torres de resfriamento consumia 672 galões de água por megawatt-hora, menos que o consumo médio de concentração da energia solar (865 gal/MWhr para o tipo calha e 786 gal/MWhr para o tipo de torre de energia), um pouco menos que o carvão (687 gal/MWhr), mas mais do que para o gás natural (198 gal/MWhr). Os sistemas de resfriamento direto usam mais água, mas menos água é perdida por evaporação. Na usina nuclear média dos EUA com resfriamento único, 44.350 gal/MWhr passam pelo sistema de resfriamento, mas apenas 269 gal/MWhr (menos de 1 por cento) são consumidos pela evaporação.
As usinas nucleares trocam de 60 à 70% de sua energia térmica circulando com um corpo de água ou evaporando a água através de uma torre de resfriamento. Essa eficiência térmica é um pouco menor que a das usinas a carvão, criando assim mais calor residual.
É possível utilizar o calor residual em aplicações de cogeração, como aquecimento urbano. Os princípios de cogeração e aquecimento urbano com energia nuclear são os mesmos que de qualquer outra forma de produção de energia térmica. A Usina Nuclear de Ågesta, na Suécia, fornece geração de calor nuclear. Na Suíça, a Usina Nuclear de Beznau fornece calor para cerca de 20.000 pessoas. Dito isso, o aquecimento urbano com usinas nucleares é menos comum do que com outros modos de geração de calor residual; devido a regulações de localização e/ou do efeito NIMBY, as usinas nucleares geralmente não são construídas em áreas densamente povoadas. O calor residual é mais comumente usado em aplicações industriais. Como o aquecimento urbano tem uma curva de demanda sazonal, muitas vezes é apenas uma solução sazonal para o problema do calor residual. Além disso, o aquecimento urbano é menos eficiente em áreas menos densamente povoadas e, como as usinas nucleares são frequentemente construídas longe dos centros populacionais devido ao NIMBY e a questões de segurança, o uso do aquecimento urbano nuclear não tem sido generalizado.
Durante as ondas de calor de 2003 e 2006 na Europa, as concessionárias francesas, espanholas e alemãs tiveram de obter isenções de regulamentos para descarregar água superaquecida no meio ambiente. Alguns reatores nucleares foram desligados.
Com a mudança climática causando extremos climáticos, como ondas de calor, níveis reduzidos de precipitação e secas, pode-se ter impacto significativo na infraestrutura da usina termelétrica, incluindo grandes usinas elétricas de biomassa e elétricas de fissão, se o resfriamento nessas usinas for fornecido por certas fontes de água doce. Várias estações termais usam resfriamento indireto de água do mar ou torres de resfriamento que usam pouca ou nenhuma água doce. Durante ondas de calor, algumas estações projetadas para troca de calor com rios e lagos são legalmente obrigadas a reduzir a produção ou interromper as operações para proteger os níveis de água e a vida aquática.
Este problema atualmente pouco frequente, comum entre todas as usinas termelétricas, pode se tornar cada vez mais significativo ao longo do tempo. Se o aquecimento global continuar, pode ocorrer interrupção da eletricidade se os operadores da estação não tiverem outros meios de resfriamento, como torres de resfriamento disponíveis.
Usinas nucleares, como todas as usinas termelétricas, incluindo usinas de carvão, geotérmicas e de biomassa, usam estruturas especiais para o influxo de água para resfriamento. A água é muitas vezes retirada através de telas para minimizar os detritos. Muitos organismos aquáticos ficam presos e mortos contra as telas, por meio de um processo conhecido como colisão. Organismos aquáticos pequenos o suficiente para passar pelas telas estão sujeitos a estresse tóxico em um processo conhecido como arrastamento.

## Emissões de gases do efeito estufa
Ao longo de seu ciclo de vida, a energia nuclear tem baixas emissões de gases do efeito estufa (GEE). Muitos estágios da cadeia de combustível nuclear – mineração, moagem, transporte, fabricação de combustível, enriquecimento, construção de reatores, descomissionamento e gestão de resíduos – utilizam combustíveis fósseis ou envolvem mudanças no uso da terra e, portanto, emitem algum dióxido de carbono e poluentes convencionais.
A energia nuclear produz cerca de 10 gramas de dióxido de carbono por quilowatt-hora, em comparação com cerca de 500 para o gás fóssil e 1.000 para o carvão. Como todas as fontes de energia, vários estudos de análise do ciclo de vida (LCA, em inglês) levaram a uma série de estimativas sobre o valor médio da energia nuclear, com a maioria das comparações de emissões de dióxido de carbono mostrando que a energia nuclear é comparável às de fontes de energia renováveis.
Muitas pessoas têm argumentado que a expansão da energia nuclear ajudaria a combater a mudança climática. Outros, que é uma maneira de reduzir as emissões, mas que traz seus próprios problemas, como riscos relacionados a acidentes nucleares graves, ataques a instalações nucleares e terrorismo nuclear. Alguns ativistas acreditam também que existem maneiras melhores de lidar com a mudança climática que investir em energia nuclear, incluindo a melhoria da eficiência energética e maior dependência de fontes de energia descentralizadas e renováveis.

## Efeitos ambientais de acidentes e ataques
O acidente de Three Mile Island em 1979 e o desastre de Chernobyl em 1986, juntamente aos altos custos de construção e atrasos resultantes de manifestações, injunções e ações políticas de ativistas antinucleares, acabaram efetivamente com o rápido crescimento da capacidade global da energia nuclear. Uma liberação de materiais radioativos ocorreu após o tsunami japonês de 2011, a qual danificou a Usina Nuclear de Fukushima I, resultando em explosões de gás hidrogênio e derretimentos parciais. O desastre de Fukushima foi classificado como um evento de Nível 7. A liberação em larga escala de radioatividade resultou na evacuação de pessoas de uma zona de exclusão de 20km criada ao redor da usina, semelhante à Zona de Exclusão de Chernobyl de 30km de raio ainda em vigor. Trabalhos publicados sugerem que os níveis de radioatividade em torno de Chernobyl baixaram o suficiente para agora ter apenas um impacto limitado na vida selvagem.

Os piores acidentes em usinas nucleares resultaram em grave contaminação ambiental. No entanto, a extensão dos danos ainda está sendo debatida.

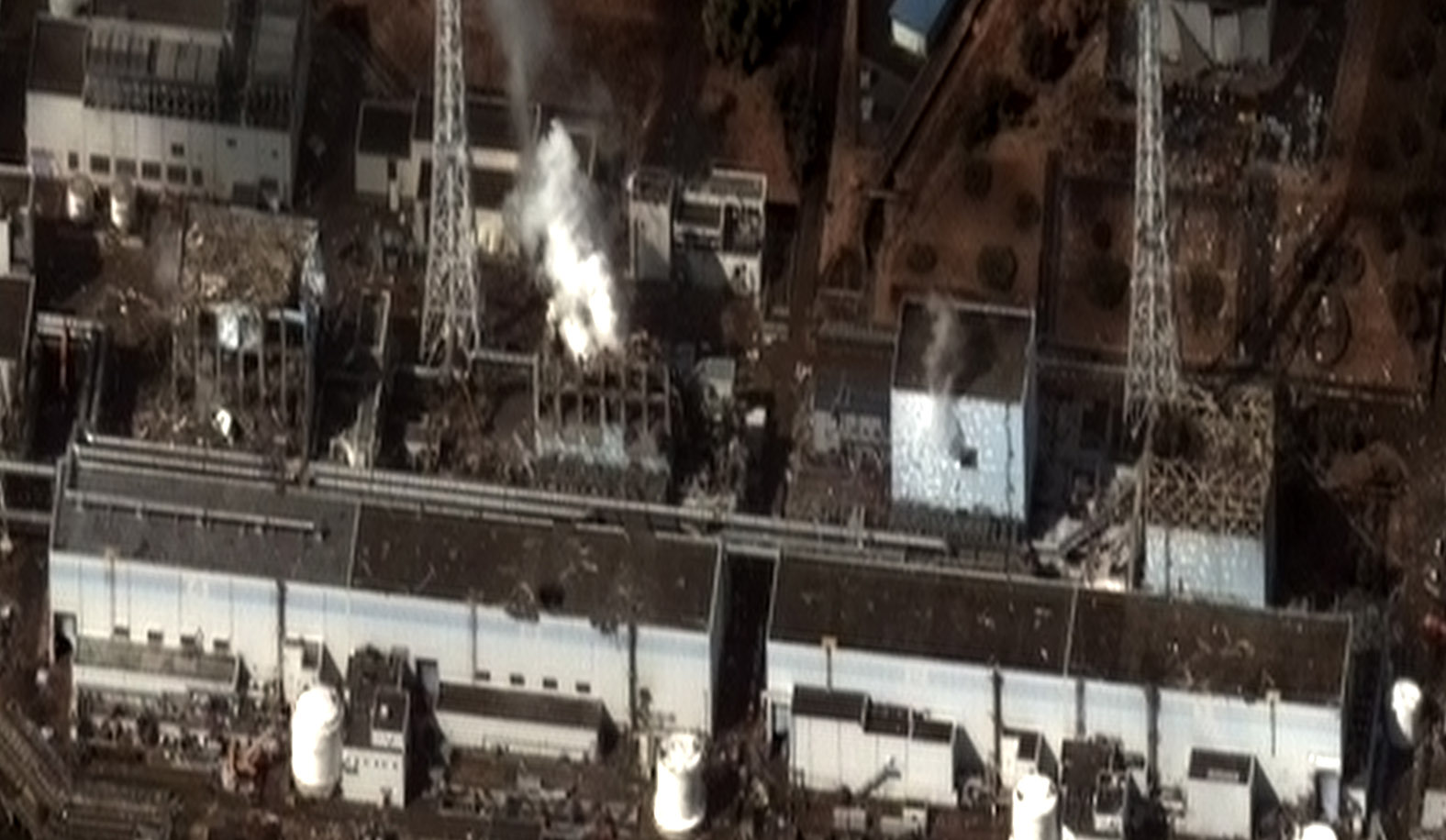
Após o desastre nuclear japonês de Fukushima em 2011, as autoridades fecharam as 54 usinas nucleares do país. À 2013, o local de Fukushima permanecia altamente radioativo, com cerca de 160.000 evacuados ainda vivendo em habitações temporárias, e algumas terras ficarão inagricultáveis por séculos. O difícil trabalho de limpeza levará 40 anos ou mais e custará dezenas de bilhões de dólares.

### Desastre de Fukushima

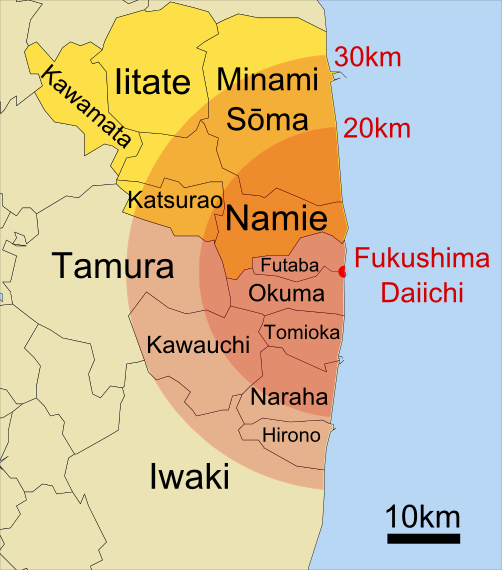
Vilas, comunidades e cidades do Japão ao redor da usina nuclear de Fukushima Daiichi. As áreas de 20km e 30km tiveram ordens de evacuação e abrigo, e distritos administrativos adicionais que tiveram ordem de evacuação são destacados

Em março de 2011, um terremoto e um tsunami causaram danos que levaram a explosões e derretimentos parciais na Usina Nuclear de Fukushima I, no Japão.
Desde então, os níveis de radiação na usina Fukushima I têm variado, atingindo picos de até 1.000 mSv/h (millisievert por hora), o que pode causar o envenenamento radioativo após uma exposição de uma hora. Emissões significativas de partículas radioativas ocorreram após explosões de hidrogênio em três reatores, enquanto os técnicos tentavam bombear água do mar para manter as varetas de combustível de urânio resfriadas e purgavam o gás radioativo dos reatores para abrir espaço para a água do mar.
Preocupações sobre a possibilidade de liberação em larga escala de material radioativo resultaram na criação de uma zona de exclusão de 20 km ao redor da usina e as pessoas dentro da faixa de 20 a 30 km foram aconselhadas a permanecer em ambientes fechados. Mais tarde, o Reino Unido, a França e alguns outros países disseram a seus cidadãos que considerassem deixar Tóquio, em resposta aos temores de propagação da contaminação nuclear. A New Scientist relatou que as emissões de iodo radioativo e césio da usina nuclear de Fukushima I se aproximaram aos níveis evidentes após o desastre de Chernobyl em 1986. Em 24 de março de 2011, as autoridades japonesas anunciaram que "o iodo-131 radioativo excedendo limites de segurança para bebês foi detectado em 18 estações de purificação de água em Tóquio e em cinco outras prefeituras". Autoridades disseram também que a precipitação da usina de Dai-ichi estaria "impedindo os esforços de busca pelas vítimas do terremoto e tsunami de 11 de março".

De acordo com a Federação das Companhias de Energia Elétrica do Japão, "até 27 de abril, aproximadamente 55% do combustível na unidade 1 do reator havia derretido, junto com 35% do combustível na unidade 2 e 30% do combustível na unidade 3; e combustíveis irradiados superaquecidos nas piscinas de armazenamento das unidades 3 e 4 provavelmente também foram danificados." O acidente ultrapassou em gravidade o acidente de Three Mile Island em 1979 e é comparável ao desastre de Chernobyl em 1986. A The Economist relatou que o desastre de Fukushima é "mais ou menos como três ilhas Three Mile seguidas, com danos adicionais nos depósitos de combustível usado" e que haverá impactos contínuos:
Os anos de limpeza se arrastarão décadas adentro. Uma zona de exclusão permanente poderia se estender para além dos limites da usina. Trabalhadores seriamente expostos podem estar sob risco aumentado de cânceres pelo resto de suas vidas...
John Price, ex-membro da Unidade de Política de Segurança da Corporação Nuclear Nacional do Reino Unido, disse que "pode levar 100 anos até que as barras de combustível derretidas possam ser removidas com segurança da usina nuclear japonesa de Fukushima".
Desde 2016, o governo espera suspender gradualmente a designação de algumas “zonas de difícil retorno”, que constitui área total de 337 quilômetros quadrados (130 sq mi), até 2021. A chuva, o vento e a dissipação natural removeram muitos contaminantes, reduzindo os níveis no distrito central da cidade de Okuma para 9 mSv/ano, um quinto do nível registrado em 2011.
No Japão, em julho de 2016, a Prefeitura de Fukushima anunciou que o número de evacuados após o terremoto do Grande Leste do Japão caiu para menos de 90.000, em parte devido ao levantamento das ordens de evacuação emitidas em alguns municípios.
No entanto, de acordo com relatórios da ONU, os vazamentos de radiação foram pequenos e não causaram nenhum dano à saúde dos residentes. A evacuação apressada de residentes foi criticada como não justificada cientificamente, motivada pela radiofobia e causando mais danos do que o próprio incidente.

### Desastre de Chernobyl

Mapa mostrando a contaminação de Césio-137 na área de Chernobyl em 1996

À 2013, o desastre de Chernobyl em 1986 na Ucrânia continua sendo o pior desastre de usina nuclear da história mundial. As estimativas de seu número de mortos são controversas e variam de 62 a 25.000, com as projeções altas incluindo mortes que ainda não aconteceram. Publicações revisadas por pares geralmente sustentam um número total projetado na casa das dezenas de milhares. Por exemplo, uma estimativa de 16.000 mortes por câncer está prevista para ocorrer devido ao acidente de Chernobyl até o ano de 2065, enquanto, no mesmo período, várias centenas de milhões de casos de câncer são esperados por outras causas. A IARC também afirmou em um comunicado de imprensa: "Para colocar isso em perspectiva, o tabagismo causará vários milhares de vezes mais cânceres na mesma população", mas também, referindo-se ao número de diferentes tipos de câncer, "a exceção é o câncer de tireóide que, há mais de dez anos, já se mostrava aumentado nas regiões mais contaminadas ao redor do local do acidente." A versão completa do relatório de efeitos na saúde da Organização Mundial de Saúde, adotado pelas Nações Unidas, e publicado em 2006, incluiu a previsão de, no total, não mais de 4.000 mortes por câncer. A Union of Concerned Scientists discordou do relatório e, seguindo o contestado modelo linear sem limiar (LNT) de suscetibilidade ao câncer, estimou que o desastre de Chernobyl causaria um total de 25.000 mortes por câncer em todo o mundo. Isso colocaria o número total de mortos em Chernobyl abaixo do pior acidente de barragem da história, o desastre da barragem de Banqiao em 1975 na China.
Grandes quantidades de contaminação radioativa foram espalhadas pela Europa devido ao desastre de Chernobyl; césio e estrôncio contaminaram muitos produtos agrícolas, gado e solo. O acidente exigiu a evacuação de toda a cidade de Pripyat e de 300.000 pessoas de Kiev, tornando-as área de terra inutilizável por humanos por um período indeterminado.
Na medida em que os materiais radioativos decaem, eles liberam partículas que podem danificar o corpo e levar ao câncer, particularmente o césio-137 e o iodo-131. No desastre de Chernobyl, liberações de césio-137 contaminaram a terra. Algumas comunidades, incluindo toda a cidade de Pripyat, foram abandonadas indefinidamente. Uma fonte de notícias relatou que milhares de pessoas que beberam leite contaminado com iodo radioativo desenvolveram câncer de tireoide. A zona de exclusão (aproximadamente um raio de 30 km ao redor de Chernobyl) pode ter níveis significativamente elevados de radiação, que agora é predominantemente devido ao decaimento do césio-137. Estima-se que essa contaminação se mantenha por aproximadamente 300 anos.
Devido à bioacumulação de césio-137, alguns cogumelos, bem como os animais selvagens que os comem, podem ter níveis que não são considerados seguros para consumo humano. O teste de radiação obrigatório de ovelhas em partes do Reino Unido que pastam em terras com turfa contaminada foi suspenso em 2012.

Em 2007, o governo ucraniano declarou grande parte da Zona de Exclusão de Chernobyl, quase 490 quilômetros quadrados, uma reserva zoológica de animais. Muitas espécies de animais experimentaram aumentos populacionais desde que a influência humana deixou a região, incluindo alces, bisões e lobos. No entanto, outras espécies, como andorinhas e muitos invertebrados, diminuíram. Há muita controvérsia entre os biólogos sobre se Chernobyl é agora uma reserva de vida selvagem.

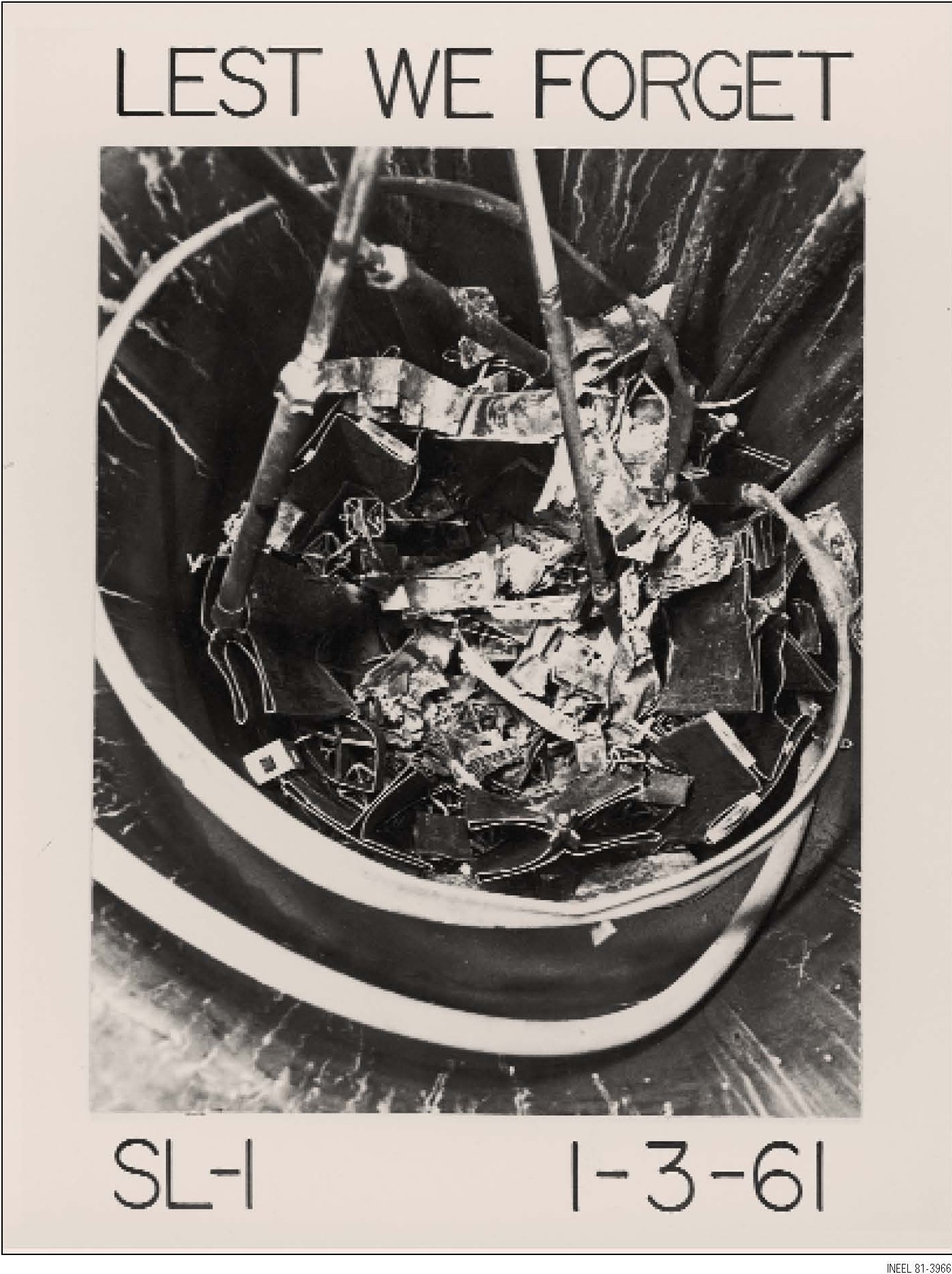
Esta imagem do núcleo SL-1 serviu como um lembrete sóbrio dos danos que um colapso nuclear pode causar.

### Colapso do SL-1
O SL-1, ou Stationary Low-Power Reactor Number One (em inglês), foi um reator nuclear experimental do Exército dos Estados Unidos que sofreu uma explosão de vapor e derretimento em 3 de janeiro de 1961, matando seus três operadores: John Byrnes, Richard McKinley e Richard Legg. A causa direta foi a retirada manual indevida da haste de controle central, responsável pela absorção de nêutrons no núcleo do reator. Isso fez com que a potência do reator subisse para cerca de 20.000 MW e, por sua vez, ocorreu uma explosão. O evento é o único acidente fatal conhecido em um reator nos Estados Unidos e o primeiro a ocorrer no mundo. O acidente liberou cerca de 80 curies de iodo-131, o que não foi considerado significativo devido à sua localização em um remoto deserto de Idaho. Cerca de 1.100 curies de produtos de fissão foram liberados na atmosfera.
Os limites de exposição à radiação antes do acidente eram de 100 röntgens para salvar uma vida e 25 para salvar bens valiosos. Durante a resposta ao acidente, 22 pessoas receberam doses de 3 a 27 röntgens. A remoção do lixo radioativo e o descarte dos três corpos acabaram expondo 790 pessoas a níveis nocivos de radiação. As mãos das vítimas iniciais foram enterradas separadamente de seus corpos por causa de seus níveis de radiação.

### Ataques e sabotagem
Usinas nucleares, usinas de enriquecimento de urânio, usinas de fabricação de combustível e até mesmo minas potenciais de urânio são vulneráveis a ataques que podem levar à contaminação radioativa generalizada. A ameaça de ataque é de muitos tipos: ataques terrestres semelhantes a comandos em equipamentos que, se desativados, podem levar ao colapso do núcleo do reator ou dispersão generalizada de radioatividade; e ataques externos, como a colisão de uma aeronave em um complexo de reatores, ou ataques cibernéticos. Terroristas podem ter como alvo usinas nucleares na tentativa de liberar contaminação radioativa no meio ambiente e na comunidade.
Reatores nucleares se tornaram alvos preferenciais durante conflitos militares e foram repetidamente atacados por ataques aéreos militares:
- Em setembro de 1980, o Irã bombardeou o complexo incompleto do reator Osirak no Iraque.
- Em junho de 1981, um ataque aéreo israelense destruiu completamente o reator iraquiano Osirak.
- Entre 1984 e 1987, o Iraque bombardeou seis vezes a usina nuclear incompleta de Bushehr, no Irã.
- No Iraque, em 1991, os EUA bombardearam três reatores nucleares e uma instalação piloto de enriquecimento.

Se grupos terroristas pudessem danificar suficientemente os sistemas de segurança para causar um derretimento do núcleo em uma usina nuclear e/ou danificar suficientemente os reservatórios de combustível usado, tal ataque poderia levar a uma contaminação radioativa generalizada. De acordo com um relatório de 2004 do US Congressional Budget Office, "os custos humanos, ambientais e econômicos de um ataque bem-sucedido a uma usina nuclear que resulta na liberação de quantidades substanciais de material radioativo para o meio ambiente podem ser imensos". Um ataque à piscina de combustível usado de um reator também pode ser sério, pois essas piscinas são menos protegidas do que o núcleo do reator. A liberação de radioatividade pode levar a milhares de mortes em curto prazo e a números ainda maiores de fatalidades a longo prazo.

Pesquisadores têm enfatizado a necessidade de tornar as instalações nucleares extremamente seguras contra sabotagem e ataques que poderiam liberar grandes quantidades de radioatividade. Novos projetos de reator têm recursos de segurança passiva, como inundação automática do núcleo do reator sem intervenção ativa dos operadores do reator. Essas medidas de segurança têm sido geralmente desenvolvidas e estudadas com relação a acidentes, não para com ataques deliberados de reatores por grupos terroristas. No entanto, a Comissão Reguladora Nuclear dos EUA agora exige que os novos pedidos de licença de reator considerem a segurança durante o estágio de projeto.

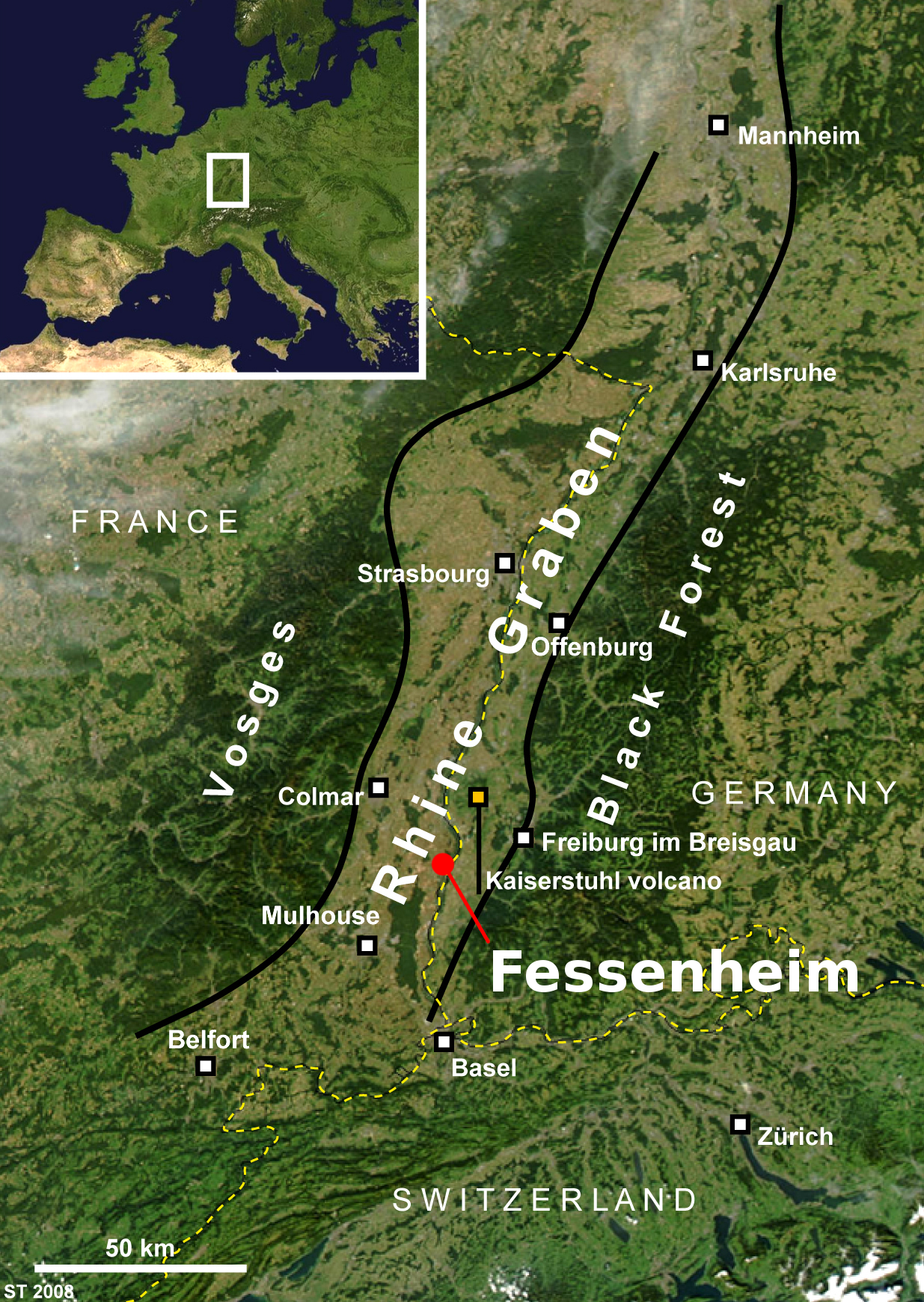
A localização da Usina Nuclear de Fessenheim no Vale do Rift do Reno, perto da falha que causou o terremoto de Basel em 1356, vem causando preocupação.

## Desastres naturais
Na sequência dos acidentes nucleares de Fukushima I em 2011, aumentou-se o foco nos riscos associados à atividade sísmica e ao potencial de liberação radioativa ambiental. Genpatsu-shinsai, que significa "desastre de terremoto em usina nuclear", é um termo cunhado pelo sismólogo japonês Katsuhiko Ishibashi em 1997. Ele descreve um cenário de efeito dominó no qual um grande terremoto causa um grave acidente em uma usina nuclear perto de um grande centro populacional, resultando em uma liberação incontrolável de radiação que impossibilita o controle de danos e o resgate. Em tal cenário, os danos do terremoto impedem severamente a evacuação da população. Ishibashi prevê que tal evento teria um impacto global afetando seriamente as gerações futuras.
A inundação da Usina Nuclear de Blayais em 1999 foi uma inundação que ocorreu na França na noite de 27 de dezembro de 1999. Foi causada quando uma combinação de maré e ventos fortes da tempestade extratropical Martin levou ao colapso das paredes marítimas da usina. O evento resultou na perda do fornecimento de energia fora do local da usina e nocauteou vários sistemas relacionados à segurança, resultando em um evento de Nível 2 na Escala Internacional de Acidentes Nucleares. O incidente ilustrou o potencial de inundação para danificar usinas nucleares, com o potencial de liberação radioativa.

## Descomissionamento
Descomissionamento nuclear é o processo pelo qual um campo de usina nuclear é desmantelado para que não se exija mais medidas de proteção contra radiação. A presença de material radioativo requer processos ocupacionalmente perigosos, perigosos para o meio ambiente local, caros e demorados.
A maioria das usinas nucleares atualmente em operação nos EUA foi originalmente projetada para uma vida útil de cerca de 30 à 40 anos e está licenciada para operar por 40 anos pela Comissão Reguladora Nuclear dos EUA. A idade média desses reatores é de 32 anos. Por isso, muitos reatores estão chegando ao fim do período de licenciamento. Caso suas licenças não sejam renovadas, as usinas devem passar por um processo de descontaminação e descomissionamento. Desde 2022, o debate continua em muitos países sobre por quanto tempo suas usinas nucleares devem funcionar, com algumas sendo desligadas antes do esperado quando foram construídas e outras tendo suas vidas estendidas por décadas.
|                                                         |  | |
| Exemplo de trabalho de descomissionamento em andamento. |  | O vaso de pressão do reator da desativada Usina Nuclear de Trojan sendo transportado para fora do local para enterro. Imagens cortesia do NRC. |